# San Vittorino
San Vittorino is een plaats (frazione) in de Italiaanse gemeente L'Aquila, provincie L'Aquila.
San Vittorino ligt op de plaats van de antieke Sabijnse stad Armiternum. Er is een archeologisch park met de restanten van een Romeins theater, een amfitheater en christelijke catacomben.